# Split 1700 (Schiff)
Die Split 1700 war ein 1966 als Kronprins Carl Gustaf in Dienst gestelltes Fährschiff der in Panama ansässigen Blue Line International. Das Schiff blieb bis 2010 in Fahrt und wurde 2011 in Indien abgewrackt.

## Geschichte

### Kronprins Carl Gustaf
Die Kronprins Carl Gustaf wurde unter der Baunummer 646 bei Nobiskrug in Rendsburg gebaut und am 26. Januar 1966 vom Stapel gelassen. Nach der Übernahme durch die A/B Bonnierföretagen am 12. Mai 1966 wurde das Schiff am 14. Mai auf der Strecke von Halmstad über Kopenhagen nach Travemünde in Dienst gestellt.
1967 ging die Kronprins Carl Gustaf an die Trave Line und 1969 an Lion Ferry, die sie zuerst unter Charter und ab 1971 unter eigener Bereederung zwischen Malmö und Travemünde einsetzten.

### Wilanow
1975 übernahm Polferries das Schiff unter dem Namen Wilanow. Es wurde fortan zwischen Ystad und Świnoujście (Swinemünde) eingesetzt, war im Laufe seiner Dienstzeit für die Reederei aber auch auf anderen Strecken in Fahrt. Am 5. Januar 1997 wurde die Wilanow nach mehr als zwanzig Jahren im Dienst für Polferries in Danzig aufgelegt.

### Split 1700
Im April 1997 übernahm die in Panama ansässige S.E.M. Maritime Inc. das Schiff unter dem Namen Split 1700. Im Juni desselben Jahres wurde es für die Blue Line International auf der Strecke von Split nach Ancona in Dienst gestellt. Seit 1999 war es in den Sommermonaten außerdem zwischen Vis, Hvar und Ancona im Einsatz. Am 18. April 2010 beendete die Split 1700 ihre letzte Überfahrt für Blue Line und wurde anschließend in Split aufgelegt.
Nach sechs Monaten Liegezeit wurde das Schiff im Oktober 2010 an eine Abbruchwerft in Indien verkauft. Die Split 1700 traf am 2. Dezember 2010 in Alang ein, wo sie acht Tage später bei den Abwrackwerften bei Alang zum Verschrotten auf den Strand gezogen wurde. Die Abbrucharbeiten am Schiff begannen im Januar 2011.